# Hungarian Ladies Open 2017 - Qualificazioni singolare
Le qualificazioni del singolare dell'Hungarian Ladies Open 2017 sono state un torneo di tennis preliminare per accedere alla fase finale della manifestazione. Le vincitrici dell'ultimo turno sono entrate di diritto nel tabellone principale. In caso di ritiro di una o più giocatrici aventi diritto a questi sono subentrati le lucky loser, ossia le giocatrici che hanno perso nell'ultimo turno ma che avevano una classifica più alta rispetto alle altre partecipanti che avevano comunque perso nel turno finale.

## Teste di serie
1. Anett Kontaveit (qualificata)
2. Rebecca Šramková (primo turno)
3. Ana Bogdan (ultimo turno)
4. Maryna Zanevska (ultimo turno)
5. Nina Stojanović (primo turno)
6. Aljaksandra Sasnovič (qualificata)

1. Aleksandra Krunić (primo turno)
2. Elica Kostova (primo turno)
3. Isabella Šinikova (qualificata)
4. Cindy Burger (primo turno)
5. Ivana Jorović (ultimo turno)
6. Anna Blinkova (qualificata)

## Qualificate
1. Anett Kontaveit
2. Isabella Šinikova
3. Anna Blinkova

1. Barbora Štefková
2. Tamara Korpatsch
3. Aljaksandra Sasnovič

## Tabellone

### Legenda
| - Q = Qualificato - WC = Wild card - LL = Lucky loser | - ALT = Alternate - SE = Special Exempt - PR = Protected Ranking | - w/o = Walkover - r = Ritirato - d = Squalificato |

### Sezione 1
|  | Primo turno | Primo turno       | Primo turno | Primo turno | Primo turno |  |  | Ultimo turno | Ultimo turno     | Ultimo turno     | Ultimo turno | Ultimo turno |  |
|  |             |                   |             |             |             |  |  |              |                  |                  |              |              |  |
|  | 1           | Anett Kontaveit   | 6           | 3           | 6           |  |  |              |                  |                  |              |              |  |
|  |             | Barbara Haas      | 4           | 6           | 2           |  |  | 1            | Anett Kontaveit  | Anett Kontaveit  | 6            | 6            |  |
|  |             | Viktorija Tomova  | 2           | 6           | 6           |  |  |              | Viktorija Tomova | Viktorija Tomova | 3            | 3            |  |
|  | 7           | Aleksandra Krunić | 6           | 3           | 2           |  |  |              |                  |                  |              |              |  |

### Sezione 2
|  | Primo turno | Primo turno       | Primo turno       | Primo turno | Primo turno |  |  | Ultimo turno | Ultimo turno      | Ultimo turno      | Ultimo turno | Ultimo turno |  |
|  |             |                   |                   |             |             |  |  |              |                   |                   |              |              |  |
|  | 2           | Rebecca Šramková  | Rebecca Šramková  | 2           | 2           |  |  |              |                   |                   |              |              |  |
|  |             | Tereza Smitková   | Tereza Smitková   | 6           | 6           |  |  |              | Tereza Smitková   | Tereza Smitková   | 3            | 4            |  |
|  |             | Tereza Martincová | Tereza Martincová | 65          | 3           |  |  | 9            | Isabella Šinikova | Isabella Šinikova | 6            | 6            |  |
|  | 9           | Isabella Šinikova | Isabella Šinikova | 7           | 6           |  |  |              |                   |                   |              |              |  |

### Sezione 3
|  | Primo turno | Primo turno      | Primo turno   | Primo turno | Primo turno |  |  | Ultimo turno | Ultimo turno  | Ultimo turno  | Ultimo turno | Ultimo turno |  |
|  |             |                  |               |             |             |  |  |              |               |               |              |              |  |
|  | 3           | Ana Bogdan       | Ana Bogdan    | 6           | 7           |  |  |              |               |               |              |              |  |
|  | WC          | Panna Udvardy    | Panna Udvardy | 1           | 5           |  |  | 3            | Ana Bogdan    | Ana Bogdan    | 4            | 3            |  |
|  | WC          | Valeria Savinykh | 1             | 7           | 3           |  |  | 12           | Anna Blinkova | Anna Blinkova | 6            | 6            |  |
|  | 12          | Anna Blinkova    | 6             | 65          | 6           |  |  |              |               |               |              |              |  |

### Sezione 4
|  | Primo turno | Primo turno      | Primo turno      | Primo turno | Primo turno |  |  | Ultimo turno | Ultimo turno     | Ultimo turno     | Ultimo turno | Ultimo turno |  |
|  |             |                  |                  |             |             |  |  |              |                  |                  |              |              |  |
|  | 4           | Maryna Zanevska  | Maryna Zanevska  | 6           | 6           |  |  |              |                  |                  |              |              |  |
|  | WC          | Ágnes Bukta      | Ágnes Bukta      | 4           | 1           |  |  | 4            | Maryna Zanevska  | Maryna Zanevska  | 2            | 3            |  |
|  |             | Barbora Štefková | Barbora Štefková | 6           | 6           |  |  |              | Barbora Štefková | Barbora Štefková | 6            | 6            |  |
|  | 8           | Elica Kostova    | Elica Kostova    | 2           | 1           |  |  |              |                  |                  |              |              |  |

### Sezione 5
|  | Primo turno | Primo turno      | Primo turno     | Primo turno | Primo turno |  |  | Ultimo turno | Ultimo turno     | Ultimo turno     | Ultimo turno | Ultimo turno |  |
|  |             |                  |                 |             |             |  |  |              |                  |                  |              |              |  |
|  | 5           | Nina Stojanović  | Nina Stojanović | 3           | 3           |  |  |              |                  |                  |              |              |  |
|  |             | Jana Fett        | Jana Fett       | 6           | 6           |  |  |              | Jana Fett        | Jana Fett        | 2            | 4            |  |
|  |             | Tamara Korpatsch | 2               | 6           | 6           |  |  |              | Tamara Korpatsch | Tamara Korpatsch | 6            | 6            |  |
|  | 10          | Cindy Burger     | 6               | 4           | 2           |  |  |              |                  |                  |              |              |  |

### Sezione 6
|  | Primo turno | Primo turno          | Primo turno | Primo turno | Primo turno |  |  | Ultimo turno | Ultimo turno         | Ultimo turno | Ultimo turno | Ultimo turno |  |
|  |             |                      |             |             |             |  |  |              |                      |              |              |              |  |
|  | 6           | Aljaksandra Sasnovič | 7           | 64          | 6           |  |  |              |                      |              |              |              |  |
|  | WC          | Galina Voskoboeva    | 65          | 7           | 4           |  |  | 6            | Aljaksandra Sasnovič | 3            | 6            | 6            |  |
|  |             | Elizaveta Kuličkova  | 3           | 6           | 1           |  |  | 11           | Ivana Jorović        | 6            | 3            | 4            |  |
|  | 11          | Ivana Jorović        | 6           | 3           | 6           |  |  |              |                      |              |              |              |  |